# Arterielle Thrombose
Unter einer arteriellen Thrombose versteht man die Bildung eines Blutgerinnsels (Thrombus) in einer Schlagader (Arterie).

## Auftreten und Entstehung
Eine arterielle Thrombose kann im betroffenen Organ zu einer Durchblutungsstörung und damit zu einem Sauerstoffmangel führen.
Thrombosen in den Arterien entstehen üblicherweise an Orten mit einer veränderten Gefäßinnenwand (Tunica intima oder Intima), z. B. durch arteriosklerostische Plaques. Die Thrombose kann selbst am Entstehungsort zum Gefäßverschluss führen oder in Form einer Embolie weiter peripher gelegene Gefäßabschnitte verschließen, während Embolien von einer Venenthrombose meist die Lunge betreffen.

## Betroffene Organe/Gebiete
Eine arterielle Embolie
- eines Herzkranzgefäßes heißt Herzinfarkt,
- eines hirnversorgenden Gefäßes heißt Schlaganfall,
- eines Auges heißt retinaler Arterienverschluss,
- des Darmes heißt Mesenterialinfarkt.

Eine arterielle Thrombose / Arteriosklerose
- einer Beinschlagader heißt arterieller Verschluss, vgl. Arterielle Verschlusskrankheit.
- eines Herzkranzgefäßes heißt koronare Herzkrankheit, vgl. Koronarthrombose.
- der Nierenarterien führt zum Niereninfarkt (die Arteriosklerose der Niere heißt Nephrosklerose).

Aber auch andere Organe können betroffen sein.

## Risikofaktoren
Das Risiko für Thrombosen in den Arterien nimmt generell mit höherem Alter zu, besonders bei Rauchern, Diabetikern, Bluthochdruck-Patienten und Personen mit Übergewicht oder ungünstigen Blutfett-Werten.

## Ursachen
Die Ursache der Entstehung eines arteriellen Thrombus sind
- atherosklerotische Veränderungen der Gefäße[1]
- eine Verletzung oder Vernarbung der Gefäßinnenhaut (Endothel)
- mechanische Hindernisse im Blutstrom wie Prothesen oder Fremdkörper im Blutstrom wie künstliche Herzklappen oder Gefäßersatz
- Gerinnungsstörungen (Thrombophilie)

Die wichtigsten Ursachen der Bildung von Blutgerinnseln werden als Virchow-Trias zusammengefasst. In ihrer Gesamtheit sind diese Ursachen in den Venen häufiger und ausgeprägter als in den Arterien. Deswegen sind venöse Thromben häufiger als arterielle Thromben. Und deswegen sind die Maßnahmen zur Prophylaxe arterieller Thrombosen weniger eingreifend als die Maßnahmen zur Verhinderung venöser Thrombosen.

## Symptome
Die Beschwerden variieren in Abhängigkeit vom betroffenen Organ:
- Eine betroffene Extremität ist meist kalt und blass, ein Puls ist nicht mehr tastbar und es treten sehr starke Schmerzen auf. Die Funktion ist stark eingeschränkt.
- Ist der Darm betroffen, treten sehr starke Bauchschmerzen auf, die nach einigen Stunden fatalerweise meist wieder aufhören und zu der irrigen Annahme verleiten können, dass alles wieder in Ordnung sei.
- Arterienverschlüsse in einer Niere führen zu starken einseitigen Flankenschmerzen und zu blutigem Urin.
- Verschlüsse der Augenhintergrundarterien haben Störungen der Sehfähigkeit bis hin zur Blindheit des betroffenen Auges zur Folge.
- Sind Gefäße des Gehirns betroffen (Schlaganfall), können alle möglichen neurologischen Ausfälle auftreten.

## Erste Hilfe
- Rettungsdienst über die Rufnummer 112 (in Europa) oder eine andere örtliche Notrufnummer sofort alarmieren
- Erkrankten hinsetzen oder hinlegen und dabei die betroffene Extremität tief lagern (Arm oder Bein runterhängen lassen) und gut polstern
- Betroffene Extremität warm halten, jedoch nicht aktiv anwärmen
- Weiter allgemeine Maßnahmen im Rahmen der Ersten Hilfe[2]

## Therapie
Je nach Ausmaß der Durchblutungsstörung und betroffenem Organ können gerinnungshemmende Medikamente (z. B. Heparin), eine Lysetherapie, eine kathetertechnische Wiedereröffnung oder eine operative Entfernung des Gerinnsels (Thrombektomie) in Betracht kommen.

## Prophylaxe
Anders als bei venösen Thrombosen wirken Thrombozytenaggregationshemmer wie Acetylsalicylsäure (ASS) oder Clopidogrel vorbeugend gegen arterielle Thrombosen.